# New Castle (Delaware)
New Castle é uma cidade no estado norte-americano de Delaware, no condado de New Castle. Foi fundada em 1651 e incorporada em 1875. Localiza-se às margens do Rio Delaware e a 10 km ao sul de Wilmington. Com mais de 5 mil habitantes, de acordo com o censo nacional de 2020, é a 11ª cidade mais populosa do estado.

## Geografia
De acordo com o Departamento do Censo dos Estados Unidos, a cidade tem uma área de 9,1 km², dos quais 9 km² estão cobertos por terra e 0,1 km² (1,2%) por água. A cidade abriga o Broad Dyke, o primeiro dique construído nos Estados Unidos.

## Demografia
Desde 1900, o crescimento populacional médio, a cada dez anos, é de 4,6%.

### Censo 2020
Segundo o censo nacional de 2020, a sua população é de 5 551 habitantes e sua densidade populacional de 616,2 hab/km². Seu crescimento populacional na última década foi de 5,0%, bem abaixo do crescimento estadual de 10,2%. É a 11ª cidade mais populosa do estado.
Possui 2 612 residências que resulta em uma densidade de 290,0 residências/km² e um aumento de 4,6% em relação ao censo anterior. Deste total, 5,0% das unidades habitacionais estão desocupadas. A média de ocupação é de 2,2 pessoas por residência.
A renda familiar média é de 68 211 dólares e a taxa de emprego é de 62,2%.

## Marcos históricos

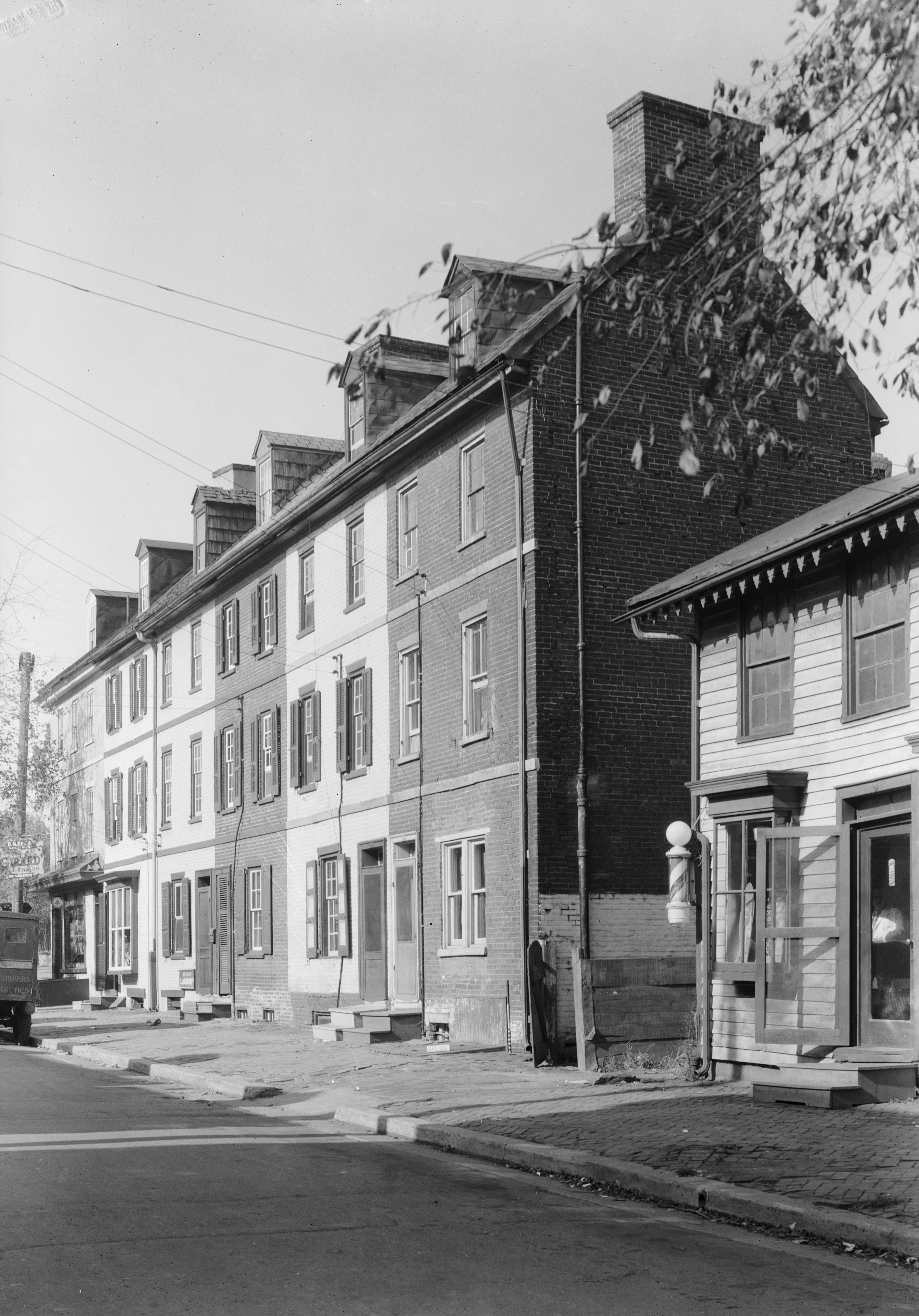
Cloud's Row, 117-125 Delaware Street, New Castle, Delaware.

O Registro Nacional de Lugares Históricos lista 15 marcos históricos em New Castle, dos quais quatro são Marcos Históricos Nacionais. O primeiro marco foi designado em 24 de dezembro de 1967 e o mais recente em 15 de outubro de 2019, o Parker's Dairy Palace.